# Ånge (area urbana)
Ånge è una area urbana della Svezia, capoluogo del comune omonimo, nella contea di Västernorrland. Ha una popolazione di 2 956 abitanti.